# Rouvillers
Rouvillers é uma comuna francesa na região administrativa de Altos da França, no departamento de Oise. Estende-se por uma área de 11,88 km². Em 2010 a comuna tinha 281 habitantes (densidade: 23,7 hab./km²).